# Marco Ferrante
Marco Ferrante (Velletri, 4 februari 1971) is een voormalig Italiaanse voetballer. Hij speelde als aanvaller en beëindigde zijn actieve loopbaan in 2007 bij Hellas Verona. In totaal speelde hij 173  duels (47 goals) in de Serie A en 323 wedstrijden (114 goals) in de Serie B.
Ferrante was topscorer van de Serie B in het seizoen 1998/99, toen hij 26 keer doel trof namens Torino. Hij dwong in het seizoen 2000/01 met die club promotie af naar de Serie A. Hij speelde één wedstrijd voor het Italiaans olympisch voetbalelftal en nam deel aan de Olympische Spelen in Barcelona (1992). Ferrante kwam bij dat toernooi echter niet in actie voor zijn vaderland.